# نمک و آتش
نمک و آتش (به زبان انگلیسی:Salt and fire) فیلمی به کارگردانی ورنر هرتسوک و محصول سال ۲۰۱۶ می‌باشد. از بازیگران آن می‌توان به گائل گارسیا برنال، مایکل شنون و ورونیکا فرس اشاره کرد

## داستان
سه دانشمند از طرف سازمان ملل به بولیوی فرستاده شدند تا افزایش یک صحرای نمک را بررسی کنند اما توسط عده ای به گروگان گرفته شده و زندانی شدند…

## بازیگران
- ورونیکا فرس در نقش دکتر لورا سامرفلد
- مایکل شنون در نقش مت ریلی
- لاورنس کراوس در نقش کراوس
- گائل گارسیا برنال در نقش دکتر فابیو کاوانی
- آنیتا بریم در نقش مسئول پرواز
- ورنر هرتسوک در نقش مرد
- لیلی کروگ در نقش مسافر

## نقد
این به‌طور کلی ضعیف خوانده شد.
در وبسایت راتن تومیتوز امتیاز ۳۲٪ گرفت و در آی ام دی بی نیز امتیاز ۴٫۷۹/۱۰ گرفت. از متاکریتیک امتیاز ۴۴ از ۱۰۰ دریافت کرد. نیک آلن از وبسایت راجر ایبرت(RogerEbert.com) به فیلم ۱ ستاره از ۴ داد و آنرا مخلوطی از فیلم‌های قدیمی تر دانست.